# صفرة المرئيات
صفرة المرئيات أو إبصار أصفر أو رؤية صفراء (بالإنجليزية: Xanthopsia)‏ هو نقص في رؤية الألوان حيث توجد غلبة للون الأصفر في الرؤية بسبب اصفرار أوساط الرؤية للعين. السبب الأكثر شيوعاً لذلك هو عمل الديجوكسين التثبيطي على مضخة الصوديوم وتطوير اعتام عدسة العين الذي يؤثر بدوره على تصفية اللون الأصفر.
وقد تم اقتراح أن الديجوكسين المشتق من الديجيتال والمستخدم لعلاج قصور القلب أنه يسبب صفرة المرئيات المسؤولة عن الصبغة الصفراء والتي أظهرها العديد من أعمال فينسنت فان غوخ.
كما يعتبر صفرة المرئيات أيضا أحد الآثار الجانبية النادرة لليرقان، حيث يمكن أن يتراكم البيليروبين في العين بكمية كافٍ لإنتاج لون أصفر للرؤية.

## الروابط الخارجية
- Acquired Colour Vision Deficiencies —جامعة كالغاري, Vision & Aging Lab